# Portrait de Bindo Altoviti (Jacopino del Conte)
Le Portrait de Bindo Altoviti est une œuvre du peintre Jacopino del Conte créée début des années 1550 et conservée au Musée des beaux-arts de Montréal.
Elle représente Bindo Altoviti, important banquier italien de la Renaissance. Dans ce portrait, Altoviti pointe de la main une allégorie du Courage enlaçant un pilier qui symbolise la force. En arrière-plan, une tempête semble renvoyer aux tourments de la vie.
Ce portrait est demeuré dans la famille d'Altoviti à Florence jusqu'en 1940, avant d'aboutir au Musée des beaux-arts de Montréal en 2000 par l'achat du fonds commémoratif Edward Cleghorn.
Bindo Altoviti a également été représenté par Raphaël (Portrait de Bindo Altoviti) et par Benvenuto Cellini, dans un buste en bronze.

## Source
- Guide : Musée des beaux-arts de Montréal, Montréal, éd. Musée des beaux-arts de Montréal, 2007, 2e éd. (1re éd. 2003), 342 p. (ISBN 978-2-89192-312-5), p. 102.